# Chronologie des Pays-Bas
Cette chronologie de l'histoire des Pays-Bas nous donne les clés pour mieux comprendre l'histoire des Pays-Bas, l'histoire des peuples qui ont vécu ou vivent dans les actuels Pays-Bas.

## Antiquité
- 58 av. J.-C. Jules César conquit les Pays-Bas.

## Moyen Âge
- 843, la région fait partie de la Francie médiane.
- 870, par le traité de Meerssen la région est annexée par l'Empire germanique.

## Renaissance
- 1549 Pragmatique Sanction
- 1579 indépendance des Provinces-Unies.

## Vers l'époque moderne
- 1602, création de la Compagnie néerlandaise des Indes orientales
- 1626, le navigateur Pierre Minuit achète l'île de Manhattan
- 1648, traités de Westphalie fin de la guerre entre l'Espagne et les Provinces Unies.
- 1652, création d'un comptoir en Afrique du Sud
- XVIIe siècle, Siècle d'or néerlandais.

## XVIIIesiècle
- République batave (1795-1806)

## XIXesiècle
- 1813, les armées françaises sont chassées.
- 1815, Guillaume Ier nommé roi
- 1830, la Belgique obtint son indépendance.
- 1838, la province de Limbourg revient à la couronne.

## XXesiècle
- 1940 invasion allemande.
- 1945 indépendance de l'Indonésie proclamée par Sukarno.